# عنيزة (قطر)
عنيزة هي منطقة شمال شرق الدوحة، قطر. تقع بين الدفنة في منطقة الأعمال المركزية الناشئة في قطر، ومدينة لوسيل، وهي مشروع تطوير شمال الدوحة والذي من المقرر أن يستوعب 200 ألف ساكن في المستقبل القريب.

## التاريخ
كان في عنيزة أول مطار في الدوحة في القرن العشرين. وكانت محطة المطار مكونة من غرفة واحدة.
تطورت المنطقة في أواخر التسعينيات من القرن العشرين وأوائل العقد الأول من القرن الحادي والعشرين نتيجة لقربها من المنطقة التجارية الجديدة في الدوحة وبُعدها النسبي عن مركز المدينة الأكثر ازدحامًا. ركز المسؤولون الحكوميون جهودهم على تطوير عنيزة لتكون منطقة للسفارات الأجنبية الجديدة في شمال الدوحة. يقع مقر سفارة الهند بالدوحة، والتي تمثل أكبر جالية في قطر.

## معالم

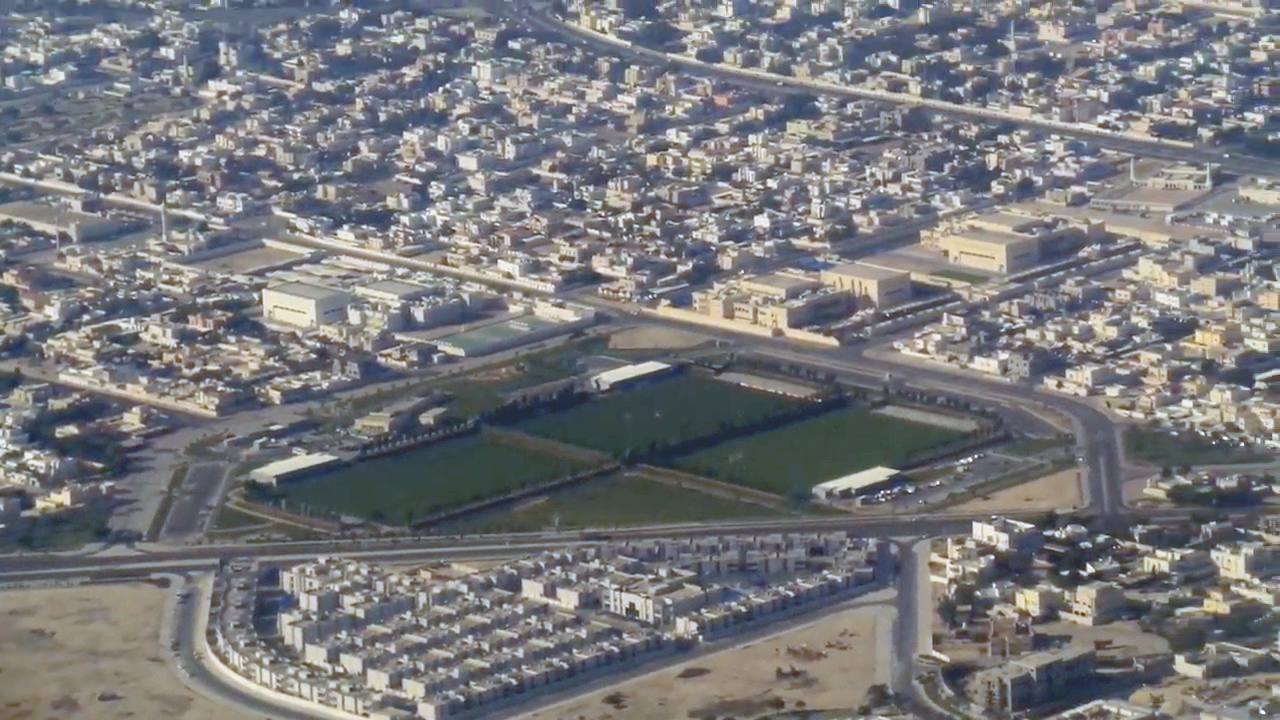
منظر جوي لعنيزة

- سوبر سنتر الميرة في شارع البيان.[6]
- سوبر سنتر الميرة في شارع دحل المسفر.
- إذاعة الدوحة على شارع الخليفات.
- حديقة عنيزة الجديدة بشارع الانتصار.
- حديقة عنيزة على شارع الرافعي.
- الاتحاد القطري للمبارزة بشارع المرخية.

## المواصلات
الطرق الرئيسية التي تمر عبر الحي هي شارع البدع وشارع عنيزة وشارع المرخية وشارع عمر المختار وشارع الجامعة.

## السفارات
يقع مقر عدة سفارات معتمدة لدى قطر في عنيزة:
| - سفارة جمهورية بنين في الدوحة - سفارة جمهورية رومانيا في الدوحة - سفارة جمهورية السنغال في الدوحة - سفارة مقدونيا في الدوحة - سفارة دولة فلسطين في الدوحة - سفارة قبرص في الدوحة - سفارة اليمن في الدوحة - سفارة المكسيك في الدوحة - سفارة الهند في الدوحة - سفارة جورجيا في الدوحة - سفارة ليبيا في الدوحة - سفارة تايلاند في الدوحة - سفارة ليبريا في الدوحة | - سفارة تونس في الدوحة - سفارة المملكة المتحدة في الدوحة - سفارة الجزائر في الدوحة - سفارة لبنان في الدوحة - سفارة تركيا في الدوحة - سفارة سلطنة عُمان في الدوحة - سفارة مصر في الدوحة - سفارة جيبوتي في الدوحة - سفارة كينيا في الدوحة - سفارة الإكوادور في الدوحة - سفارة بلغاريا في الدوحة |

## التعليم
تقع المدارس التالية في عنيزة:
| اسم المدرسة           | منهاج دراسي | درجة                 | الجنس  | الموقع الرسمي | المرجع |
| --------------------- | ----------- | -------------------- | ------ | ------------- | ------ |
| ليسيه بونابرت         | دولي        | روضة أطفال - ثانوية  | كلاهما | الموقع الرسمي | [ 8 ]  |
| المدرسة اللبنانية     | دولي        | روضة أطفال - ثانوية  | كلاهما |               | [ 9 ]  |
| حضانة بيتيتس باس      | دولي        | مرحلة ما قبل المدرسة | كلاهما | الموقع الرسمي | [ 10 ] |
| حضانة ماري بوبينز     | دولي        | مرحلة ما قبل المدرسة | كلاهما |               | [ 11 ] |
| حضانة أكاديمية لويدنس | دولي        | مرحلة ما قبل المدرسة | كلاهما | الموقع الرسمي | [ 12 ] |